# Касан (Аляска)
Касан (англ. Kasaan; хайда Gasa'áan; тлин. Kasa'aan) — город второго класса в зоне переписи Принс-оф-Уэльс—Хайдер в американском штате Аляска. По данным переписи 2000 года, население составило 39 человек. В переводе с тлингитского Касан означает «красивый город».

## История
Сейчас Касан является одним из главных мест проживания народа хайда. Жители перебрались сюда из своей бывшей деревни (которая теперь называется Олд-Касан) в период с 1902 по 1904 год. Переезд был обусловлен тем, что власти обещали создать на новом месте рабочие места и школу, поскольку там было обнаружено месторождение меди. Касан получил статус города в 1976 году.

## География
По данным Бюро переписи населения США, город имеет общую площадь 16 км², из которых 14 км² — земля, а 2,3 км² (14,58%) — водная поверхность.

## Демография
По данным переписи населения 2000 года, в городе проживало всего 39 человек, насчитывалось 17 семей из которых двенадцать постоянно проживали в городе. Плотность населения составляла 2,8 чел./км². Было зарегистрировано 39 жилых домов.
Возрастной состав населения следующий: было зарегистрировано восемь жителей в возрасте до 18 лет, 3 — в возрасте от 18 до 24, 9— от 25 до 44 лет, ещё 15 — в возрасте от 45 до 64 и 4 человека старше 65 лет; средний возраст составил 45 лет.
Средний доход на одно домашнее хозяйство составлял $43 500, а средний доход на одну семью — $42 500. Мужчины имели средний доход от $36 250.  Доход на душу населения составил $19 743. Жителей, живущих за чертой бедности зарегистрировано не было.

## Правительство
Город второго класса Касан находится под управлением мэра города и городского совета. Городские выборы проводятся в первый вторник октября, заседания городского совета — в третий вторник каждого месяца.

## Образование
В городе есть школа Саут-Ист Айленд.